# Riikka Purra
Riikka Katriina Purra (Pirkkala, 13 juni 1977) is een Finse politica die sinds 2023 vicepremier en minister van Financiën is in het kabinet van Petteri Orpo. Purra is in 2021 verkozen als partijleider van de extreemrechtse politieke partij Perussuomalaiset (Finnenpartij) nadat Jussi Halla-aho de functie neerlegde.

## Biografie
Purra werd geboren in Pirkkala en groeide op in Tampere. Zij is afgestudeerd als master in de sociale wetenschappen aan de Universiteit van Turku. Vanaf 2016 werkt ze voor de Finnenpartij en in 2019 werd ze voor het eerst verkozen tot lid van het parlement. Purra woont in Kirkkonummi met haar man en kinderen.
Sinds de verkiezingen van 2023 is Purra meermaals onder vuur komen te liggen vanwege racistische blogposts en commentaren. In deze berichten fantaseerde zij openlijk over het neerschieten van migrantenjongeren in de bus en gebruikte ze racistische omschrijvingen voor onder andere Turken, Romani en zwarte mensen.